# Give Her The Gun
Give Her The Gun— en español: Dale el arma " es una canción de la banda de space rock UFO.Fue escrita por Pete Way Para su  álbum Force It, siendo uno de sus temas emblemáticos.

## Origen
Si bien muchas letras de Force It hacen referencia al sexo o espacio, esta canción hace referencia a las guerras de negocios que había en Reino Unido en aquellos años. En esos tiempos la banda sufría conflictos con algunas discográficas por los bajos ingresos que le daban, y por ese motivo surgió la canción.

## En la cultura popular
En series como F is for Family y películas como Sing: ¡ven y canta! se hacen covers y referencias a la canción. También suele usarse en casos de robo de dinero o en películas de acción y disparos.